# Рахмани, Нилуфар
Нилуфа́р Рахмани́ (перс. نیلوفر رحمانی‎; род. 1992) — первая в истории Афганистана женщина-лётчик военно-воздушных сил; лауреат премии International Women of Courage Award за 2015 год.

## Биография
Родилась в Кабуле в 1992 году. По национальности таджичка. В конце 1990-х годов её семья уехала от талибов в Пакистан. После падения талибана в 2001 году они вернулись в Афганистан. С детства девочка мечтала стать пилотом и изучала английский язык, чтобы иметь возможность посещать лётную школу.
В 2010 году поступила учиться на лётчика афганских ВВС, в июле 2012 года окончила обучение в звании второго лейтенанта. Её первый самостоятельный полёт состоялся на лёгком самолёте Cessna 182. Желая летать на более крупных самолётах, Нилуфар поступила в высшую лётную школу и вскоре летала на военном грузовом самолёте С-208. Женщинам традиционно запрещено перевозить убитых или раненых солдат; однако Рахмани однажды нарушила приказ в одной из миссий. Доставив раненых в больницу, она сообщила о своих действиях начальству, которое не наложило на неё никаких взысканий.
Когда стали известны достижения Нилуфар Рахмани, она и её семья стали получать угрозы со стороны талибов, которые не одобряли её успехи и выбор карьеры. Семье приходилось несколько раз переезжать, но Рахмани была полна решимости и стремилась летать на большом самолёте C-130, а также стать инструктором, чтобы вдохновить и обучать других женщин Афганистана. В 2015 году она начала обучение на C-130a в ВВС США в 2015 году и закончила программу в декабре 2016 года, после чего подала заявление о предоставлении убежища в Соединенных Штатах. В конечном итоге Нилуфар надеялась стать военным пилотом ВВС США. На 2021 год эта её мечта не воплотилась.
В апреле 2018 года с помощью американского международного адвоката Кимберли Мотли она получила убежище в США. Они живёт в штате Флорида вместе с сестрой, заявление которой ещё находится на рассмотрении, и работает переводчицей между персидским, афганско-персидским и английским языками.